# (I'm Settin') Fancy Free
"(I'm Settin') Fancy Free" (soms geschreven als "I'm Setting Fancy Free" of korter, "Fancy Free") is een single van The Oak Ridge Boys (1981). Het nummer werd geschreven door Don August en Jimbeau Hinson. "(I'm Settin') Fancy Free" behaalde de toppositie van de Billboard Hot Country Singles in november 1981.

## Hitlijsten
| Hitlijst (1981)                            | Hoogste positie |
| ------------------------------------------ | --------------- |
| VS Billboard Hot Country Singles           | 1               |
| VS Billboard Bubbling Under Hot 100        | 4               |
| VS Billboard Hot Adult Contemporary Tracks | 17              |
| Canadese RPM Country Tracks                | 2               |